# Salvia leucophylla
Salvia leucophylla es una especie de planta aromática de la familia de las lamiáceas. Es originaria de las montañas de la costa sur de California y Baja California.

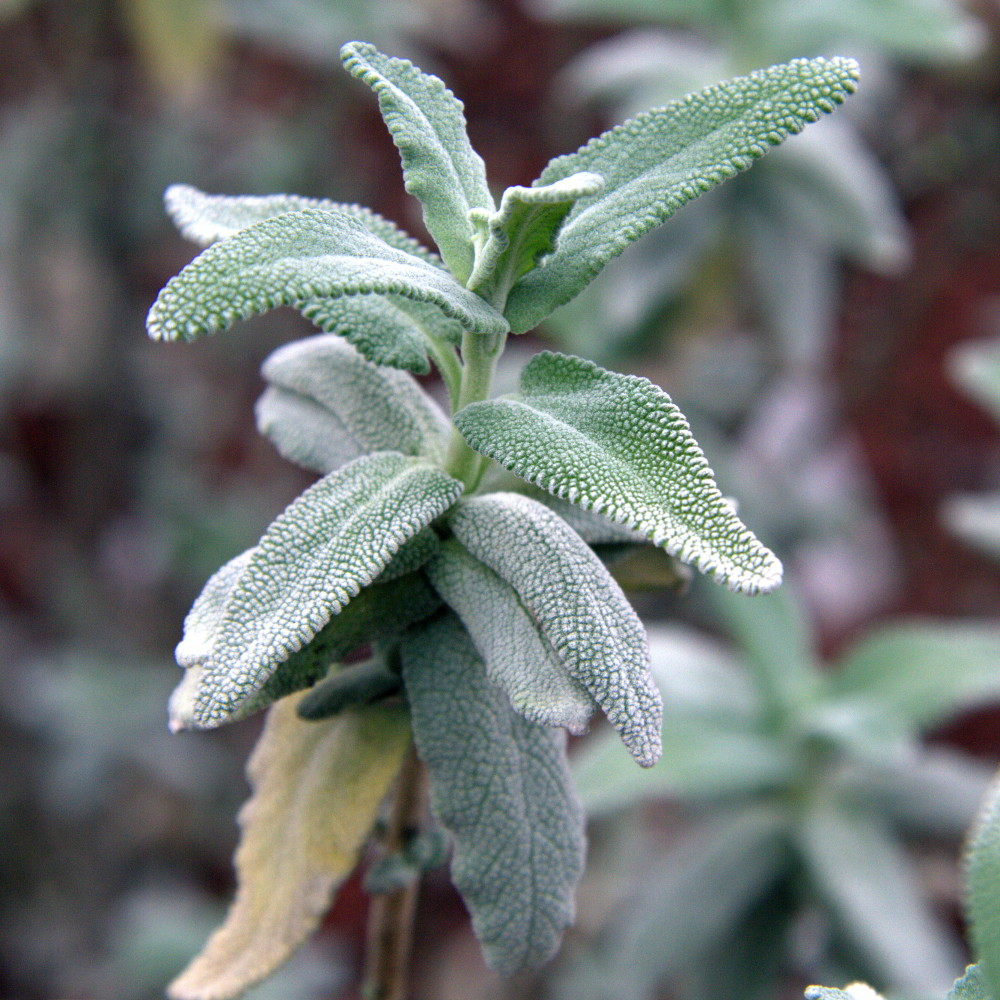
Detalle de las hojas

## Descripción
S. leucophylla es un arbusto de hoja perenne que alcanza un tamaño de hasta 1 a 1,5 m de alto y ancho. Las hojas son de un verde claro en primavera, convirtiéndose de color blanco grisáceo a medida que maduran, con ramas gráciles arqueadas hacia el suelo, a veces enraizando cuando tocan el suelo. Las flores crecen en espirales apretados en largas inflorescencias de 15 a 20 cm, con un tallo floral rosado-púrpura. Las flores de 2,5 cm  son de color rosado-púrpura, que se celebró en un cáliz púrpura teñida de gris.

## Hábitat
La planta se encuentra normalmente en las laderas secas y en suelos de grava.

## Cultivo
S. leucophylla es ampliamente utilizado en California en jardinería y xerojardinería, y prefieren pleno sol y buen drenaje. Hay muchas variedades, híbridos e híbridos naturales, silvestres con otras especies de Salvia, haciendo su denominación muy confusa.
Algunos cultivares:
- Salvia leucophylla 'Pt. Sal'
- Salvia leucophylla 'Figueroa'
- Salvia leucophylla 'Bee's Bliss'[1]

## Taxonomía
Salvia leucophylla fue descrita por  Edward Lee Greene y publicado en Pittonia 2(11C): 236. 1892.
Etimología
Ver: Salvia
leucophylla: epíteto latino que significa "con hojas blancas".
Sinonimia
- Audibertia nivea Benth.
- Audibertiella nivea (Benth.) Briq.
- Ramona nivea (Benth.) Briq.[4][5]